# Нуклеарна електрана Пало Верде
Нуклеарна електрана Пало Верде је нуклеарна електрана која се налази у близини Тонопе у Аризони, у западној Аризони. Налази се на око 72 миље западно од центра града Феникса у држави Аризона и налази се у близини реке Гила, која је сува, осим за кишне сезоне крајем лета.
Електрана Пало Верде је највећа електрана у Сједињеним Државама по нето производњи. Просечна производња електричне енергије је око 3,3 гигавата (ГВ а та снага опслужује око четири милиона људи. Компанија за јавне услуге у Аризони (АПС) послује и поседује 29,1% фабрике. Остали главни власници су пројекат Салт Ривер (17,5%), Ел Пасо Електрик Компани (15,8%), Јужна Калифорнија Едисон (15,8%), ПНМ Рисорсес (10,2%), Јавна управа за електричну енергију Јужне Калифорније (5,9%), и Одељење за воду и енергетику у Лос Анђелесу (5,7%).
Нуклеарка Пало Верде налази се у пустињи Аризоне и једина је велика нуклеарна електрана на свету која се не налази у близини велике водене површине. Електрана испарава воду из пречишћене канализације из неколико оближњих градова како би обезбедила хлађење паре коју производи.

## Опис
Нуклеарна електрана Пало Верде налази се на 4000 хектара (1.600 ха) земљишта и састоји се од три реактора са водом под притиском, сваки са оригиналним капацитетом за производњу 1,27 ГВ електричне енергије. Након повећања снаге, сваки реактор сада може да произведе 1,4 ГВ електричне енергије. Уобичајени капацитет производње електричне енергије је око 70 до 95 посто овог. Ова нуклеарна електрана је главни извор електричне енергије за густо насељене делове Јужне Аризоне и Јужне Калифорније, нпр. Феникс и Таксон, Аризона, Лос Ангелес и Сан Дијего, Калифорнија.
Нуклеарна електрана Пало Верде производи око 35 процената електричне енергије која се производи у Аризони. Ова електрана постала је потпуно оперативна до 1988. године, а требало је дванаест година да се изгради и кошта око 5,9 милијарди долара. Ова електрана запошљава око 2.055 стално запослених.
Електрана Пало Верде испоручује електричну енергију по оперативном трошку (укључујући гориво и одржавање) од 4,3 цента по киловат-сату у 2015. години. Од 2002, Пало Верде је снабдевао електричном енергијом 1,33 цента по киловат-сату; та цена била је јефтинија од цене угља (2,26 цента по кВ · х) или природног гаса (4,54 цента по кВ · х) у региону. Међутим, ова снага је била скупља од хидроелектране (0,63 цента по кВ · х). У 2002, велепродајна вредност произведене електричне енергије износила је 2,5 цента по кВ · х. До 2007. године, велепродајна вредност електричне енергије у производној станици Пало Верде износила је 6,33 цента по кВ/ х.
Према компанији за јавне услуге у Аризони, досадашњи поступци производње електричне енергије у Пало Вердеу надокнадили су емисију готово 484 милиона метричких тона угљен-диоксида (што је еквивалент одвођења до 84 милиона аутомобила са пута током једне године); више од 253.000 тона сумпор-диоксида; и 618.000 тона азотног оксида. Компанија је приметила: „Ако би Пало Верде престао са радом на крају оригиналне лиценце, трошкови замене за производњу природног гаса - најјефтинија алтернатива - износили би 36 милијарди долара током 20-годишњег периода обнове лиценце.“ 
Bechtel Power Corporation је била фирма која се бавила архитектуром објекта у почетку под управом Пројекта нуклеарне енергије у Аризони (заједнички подухват АПС / СРП), којим је касније управљала искључиво јавна служба у Аризони. Едвин Е. Ван Брунт био је кључни директор АПС-а задужен за инжењеринг, изградњу и рано функционисање постројења. Вилијам Г. Бингам био је главни инжењер фирме за пројекат. Артур вон Боенигаусен био је један од представника власника у јавној служби у Аризони.
Због свог положаја у пустињи Аризоне, Пало Верде је једино постројење за производњу нуклеарне енергије на свету које се не налази уз велико тело надземних вода. Објекат испарава воду из пречишћене канализације неколико оближњих општина како би задовољио своје потребе за хлађењем. Сваке године се испари 20 милијарди америчких галона (76.000.000 м³) пречишћене воде. Ова вода представља око 25% годишњег прекорачења у подручју управљања активним водама у Одељењу за водне ресурсе у Аризони у Фениксу. На локацији нуклеарне електране отпадне воде се даље пречишћавају и складиште у резервоару од 85 хектара и резервоару од 45 хектара за употребу у расхладним торњевима електране.
Нуклеарни довод паре за сваку јединицу дизајнирао је и испоручио Combustion Engineering, означен као стандардни дизајн система 80 - претходник новијег стандардног дизајна система 80+. Сваки примарни систем изворно је испоручивао 3,817 ГВ топлотне снаге на секундарну (парну) страну сваке електране. Дизајн је такозвани 2 × 4, при чему свака од четири главне пумпе за расхладну течност реактора циркулише више од 60.000 галона у минути воде са примарне стране кроз 2 велика генератора паре.
Главне турбинске генераторе испоручио је General Electric. Када су инсталирани, били су највећи на свету, способни да произведу по 1,474 ГВ електричне енергије. Они су и даље највећи турбински генератори од 60 Хз.
За разлику од већине нуклеарних електрана са више јединица, свака јединица у Пало Вердеу је независна електрана, која дели само неколико мањих система. Затворене зграде реактора су неке од највећих на свету са око 2,6 милиона кубних стопа (74,000 m³). Три заштитне куполе над реакторима направљене су од бетона дебљине 1,2 метра.
Дизајн постројења укључује мноштво карактеристика за побољшање сигурности решавањем проблема идентификованих раније у раду комерцијалних нуклеарних реактора. Дизајн је такође један од најпространијих интерно, пружајући изузетан простор за рад и одржавање оперативног особља.
Разводно постројење Пало Верде 500 кВ је кључна тачка у електроенергетској мрежи западних држава и користи се као референтна тачка у одређивању цена електричне енергије на југозападу Сједињених Држава. Многи далеководи од 500 кВ шаљу електричну енергију произведену у електрани у Лос Анђелес и Сан Дијего путем Пута 46 (Пут 46 је скуп од четрнаест далековода наизменичне струје високог напона (500 кВ и 230 кВ) који се налазе у југоисточној Калифорнији. и Неваде до реке Колорадо). Поред тога, и због стратешких међусобних веза трафостанице и због велике величине производне станице, Западно координационо веће за електричну енергију сматра истовремени губитак 2 од 3 јединице најгорем случају за стабилност система.
Власници су крајем 1970-их затражили грађевинску дозволу за још две јединице, међутим ове јединице су отказане пре издавања дозвола из економских ризика. Супротно популарном веровању, две додатне јединице не би биле на истом луку као три постојеће јединице - биле би распоређене јужно од Јединице 3 на оси север-југ.
Постојеће јединице су једини комерцијални реактори који се тренутно користе у САД, а који су пројектовани да раде на 100% МОКС језгри горива, међутим, зато што се нуклеарно гориво у САД не прерађује, они су увек радили на свежем УОКС гориву.

## Производња електричне енергије
| Година | Јан       | Феб       | Мар       | Апр       | Мај       | Јун       | Јул       | Авг       | Сеп       | Окт       | Нов       | Дец       | Годишње (Укупно) |
| ------ | --------- | --------- | --------- | --------- | --------- | --------- | --------- | --------- | --------- | --------- | --------- | --------- | ---------------- |
| 2001   | 2,733,255 | 2,186,021 | 2,753,990 | 1,837,828 | 2,266,571 | 2,723,830 | 2,700,619 | 2,656,410 | 2,616,290 | 1,200,058 | 2,262,870 | 2,786,334 | 28,724,076       |
| 2002   | 2,844,319 | 2,566,694 | 2,343,806 | 2,169,710 | 2,819,293 | 2,717,774 | 2,792,098 | 2,793,709 | 2,615,410 | 1,879,761 | 2,506,794 | 2,812,543 | 30,861,911       |
| 2003   | 2,819,428 | 2,545,411 | 2,560,167 | 1,801,122 | 2,742,138 | 2,499,445 | 2,603,529 | 2,485,784 | 2,574,447 | 1,849,173 | 1,808,579 | 2,291,830 | 28,581,053       |
| 2004   | 2,887,529 | 2,155,261 | 2,338,518 | 1,945,079 | 2,470,274 | 1,975,115 | 2,654,962 | 2,777,407 | 2,691,530 | 1,892,961 | 1,804,086 | 2,519,887 | 28,112,609       |
| 2005   | 2,818,173 | 2,193,542 | 2,709,934 | 1,788,261 | 1,790,087 | 1,985,957 | 2,549,613 | 2,114,828 | 2,712,381 | 1,317,335 | 1,860,601 | 1,966,734 | 25,807,446       |
| 2006   | 2,102,482 | 1,891,323 | 1,917,006 | 779,151   | 1,498,282 | 1,837,766 | 2,357,606 | 2,848,844 | 2,361,135 | 1,209,288 | 2,299,443 | 2,909,905 | 24,012,231       |
| 2007   | 2,750,069 | 2,266,482 | 2,884,634 | 2,224,318 | 2,333,073 | 1,785,424 | 2,115,062 | 2,842,093 | 2,665,811 | 1,390,707 | 1,566,483 | 1,958,235 | 26,782,391       |
| 2008   | 2,300,564 | 2,782,885 | 2,871,543 | 1,904,539 | 1,954,901 | 2,518,897 | 2,927,288 | 2,930,748 | 2,576,681 | 2,047,219 | 1,945,240 | 2,489,991 | 29,250,496       |
| 2009   | 2,981,356 | 2,694,725 | 2,889,458 | 2,015,965 | 2,037,065 | 2,867,482 | 2,938,675 | 2,946,906 | 2,855,935 | 2,035,531 | 1,908,624 | 2,490,129 | 30,661,851       |
| 2010   | 2,934,812 | 2,688,283 | 2,503,706 | 1,972,518 | 2,155,910 | 2,782,251 | 2,931,945 | 2,924,979 | 2,850,591 | 1,994,112 | 2,483,005 | 2,977,823 | 31,199,935       |
| 2011   | 2,846,407 | 2,688,308 | 2,879,107 | 1,929,763 | 2,696,520 | 2,857,179 | 2,934,406 | 2,625,511 | 2,807,736 | 2,123,695 | 1,927,608 | 2,961,623 | 31,277,863       |
| 2012   | 2,958,862 | 2,697,058 | 2,453,084 | 2,240,082 | 2,952,974 | 2,834,687 | 2,830,932 | 2,898,669 | 2,799,232 | 1,860,622 | 2,437,417 | 2,970,297 | 31,933,916       |
| 2013   | 2,859,327 | 2,684,221 | 2,897,191 | 1,924,725 | 2,945,412 | 2,846,469 | 2,892,416 | 2,930,489 | 2,842,526 | 2,094,710 | 1,976,796 | 2,536,798 | 31,431,080       |
| 2014   | 2,976,752 | 2,685,783 | 2,967,442 | 2,027,646 | 2,675,472 | 2,847,603 | 2,926,652 | 2,910,288 | 2,831,567 | 2,280,182 | 2,218,273 | 2,973,257 | 32,320,917       |
| 2015   | 2,973,590 | 2,682,794 | 2,967,724 | 2,006,657 | 2,764,144 | 2,849,011 | 2,944,546 | 2,928,742 | 2,840,235 | 2,244,863 | 2,337,318 | 2,985,971 | 32,525,595       |
| 2016   | 3,002,325 | 2,793,423 | 3,007,729 | 2,159,340 | 2,393,507 | 2,839,398 | 2,896,109 | 2,938,674 | 2,507,329 | 2,196,021 | 2,660,578 | 2,983,044 | 32,377,477       |
| 2017   | 2,980,017 | 2,683,743 | 2,969,041 | 2,122,133 | 2,350,826 | 2,813,333 | 2,853,442 | 2,934,537 | 2,852,833 | 2,162,542 | 2,633,429 | 2,984,262 | 32,340,138       |
| 2018   | 2,984,031 | 2,556,051 | 2,977,426 | 1,962,606 | 2,630,253 | 2,750,299 | 2,730,309 | 2,923,384 | 2,807,555 | 2,101,637 | 1,904,189 | 2,769,519 | 31,097,259       |
| 2019   | 2,978,263 | 2,686,344 | 2,966,738 | 2,063,363 | 2,643,579 | 2,853,989 | 2,936,057 | 2,781,532 | 2,838,796 | 2,027,695 | 2,173,732 | 2,970,280 | 31,920,368       |
| 2020   | 2,975,994 | 2,491,613 | 2,796,184 | 1,999,298 | 2,769,259 |           |           |           |           |           |           |           | 13,032,348       |

## Безбедност
Пало Верде је био од толиког стратешког значаја, због различитих његових карактеристика, да је бивши Совјетски Савез њега и Феникс документовао као циљне локације у случају нуклеарног сукоба током хладног рата. У марту 2003., националне трупе послате су да заштите место током покретања Ирачког рата усред страха од терористичког напада.
Тим локалитета и оближњи град Тонопа остају кључни фокус рада у погледу националне сигурности, рангирајући се по важности заједно са главним градовима Аризоне, војним базама, улазним лукама и туристичким местима.
Као и код свих нуклеарних електрана у Сједињеним Државама, заштитари који раде за ту компанију наоружани су пушкама. Проверавају идентификацију и претражују возила која улазе у погон. Друге мере безбедности штите реакторе, укључујући рентгенске апарате, експлозивне „њушкалице“ и тешке чуване окретнице за чије отварање је потребна посебна идентификација.
Дана 2. новембра 2007. године, током нормалног прегледа возила нађена је цев са остацима барута у кревету камионета са уговорним радником. Тада је локална полиција потврдила да садржи експлозив. Јавна служба у Аризони тада је покренула седмодасовно сигурносно закључавање постројења, не дозвољавајући никоме да уђе или изађе из постројења. 
У чланку из часописа The Arizona Republic од 22. фебруара 2007. године објављено је да је Институт за нуклеарне операције (ИНПО) одлучио да Пало Верде сврста у категорију 4, чинећи га једном од најугледнијих нуклеарних електрана у Сједињеним Државама. Одлука је донета након што је ИНПО открио да електрични релеји у дизел генератору нису функционисали током испитивања у јулу и септембру 2006.
Налаз је дошао као „коначна слама“ за ИНПО, након што је Пало Верде током неколико претходних година имао неколико цитата због забринутости и кршења безбедности, почев од проналаска „суве цеви“ у систему за хлађење језгре у нужди у постројењу 2004.
Током јавног састанка 24. марта 2009. године, НРЦ је објавио да је обрисао Писмо о потврдној акцији (ЦАЛ) и вратио Пало Верде у колону 1 на НРЦ акционој матрици. У писму комисије наводи се да је „Америчка комисија за нуклеарну регулацију утврдила да је нуклеарна производна станица Пало Верде направила довољно побољшања перформанси да може смањити ниво инспекцијског надзора“. „Учинак у Пало Вердеу знатно се побољшао и у складу с тим прилагођавамо свој надзор“, рекао је Елмо Е. Колинс, НРЦ-ов администратор ИВ региона. „Али ми ћемо пажљиво надгледати постројење. Смањујемо надзор, али не и будност.“ 
Да би се решили безбедносни проблеми, у радијусу од 10 миља од електране постављено је 58 нуклеарних сирена. Ово подручје је локално становништво познато под називом ЕПЗ (зона за планирање у ванредним ситуацијама). Сирене ће повремено завијати у случају нуклеарне нужде. Све сирене се тестирају сваке године у новембру.

## Историја
Избор локације за Пало Верде био је контроверзан. Критичари тврде да локалитет није био први избор, јер се налазио усред пустиње, имао је мало или никакво снабдевање водом и имао је претежне западне ветрове. То би угрозило градско подручје Феникс-Меса у случају велике несреће. Такође су тврдили да је то место одабрано на алтернативни начин јер је било у власништву рођака Кит Турлеја, особе која је за земљу добила скоро два милиона долара. Кит Турли је био председник АПС-а, а такође и члан „Пеник-а 40“.
Јединице 1 и 2 ушле су у комерцијални погон 1986. године, а блок 3 1988. 
Америчка Комисија за нуклеарну регулацију је 18. новембра 2005. објавила одобрење управљања снагом у два реактора Пало Верде-а. Према саопштењу за штампу, „Снага снаге на свакој јединици, која се налази у близини Феникса у Аризони, повећава нето производни капацитет реактора са 1.270 на 1.313, односно 1.317 мегавата електричне енергије за јединице 1 и 3.
Дана 21. априла 2011. године, НРЦ је обновио радне дозволе за три реактора Пало Вердеа, продужавајући њихов радни век са четрдесет на шездесет година.

## Ризици
Процена Нуклеарне регулаторне комисије о ризику сваке године од довољно снажног земљотреса да нанесе оштећење реактора на Пало Вердеу била је 1 према 26.316, што га сврстава на 18. место у земљи према студији НРЦ објављеној у августу 2010.

## Околина локалитета
Нуклеарна регулаторна комисија дефинише две зоне за планирање у ванредним ситуацијама око нуклеарних електрана: зону пута изложености радијуса 16 км, која се првенствено бави излагањем и удисањем радиоактивне контаминације у ваздуху, и зону пута гутања око 80 километара, забринуто првенствено због хране и течности загађених радиоактивношћу.
Америчко становништво у 2010. у кругу од 16 км од Пало Верде-а износило је 4.255, што је пораст од 132,9 процената у деценији, према анализи података пописа САД за msnbc.com. Америчко становништво у кругу од 80 км (2010) износило је 1.999.858, што је пораст од 28,6 одсто од 2000. Међу градове у кругу од 50 миља налази се и Феникс (47 миља до центра града). 